# Eusebio Castigliano
Eusebio Castigliano (Vercelli, 9 febbraio 1921 – Superga, 4 maggio 1949) è stato un calciatore italiano, di ruolo mediano.
Morì insieme ai suoi compagni nella Tragedia di Superga il 4 maggio 1949. È sepolto presso la tomba di famiglia al Cimitero di Carmagnola (benché la lapide  sia ancora al Cimitero Monumentale di Torino, dove era precedentemente inumato, insieme ad una parte delle vittime della sciagura aerea).

## Caratteristiche tecniche
Originariamente impiegato come mezzala, divenne ben presto mediano. Ambidestro, emerse quale assoluto innovatore nel suo ruolo: giocatore molto prolifico sottorete, fu tra i primi mediani nella storia del calcio a specializzarsi anche nel cercare il gol, grazie alle sue violente e potenti conclusioni a rete.
Aveva enormi doti tecniche e spesso faceva il "numero": si metteva a palleggiare con una monetina da venti lire e con un colpo di tacco faceva finire la stessa nel taschino della sua giacca.

## Carriera

### Club
Cresciuto nella Pro Vercelli, disputò 4 campionati di serie B, i primi due nella Pro Vercelli e i seguenti dopo il trasferimento allo Spezia.
Durante la guerra si allena con la Biellese e poi col Vigevano. Nel 1945 viene ingaggiato dal Torino dove esordì il 14 ottobre 1945 nel Derby della Mole Juventus-Torino 2-1.
Pur essendo schierato sulla mediana, vinse il titolo di capocannoniere del girone finale dell'anomalo Campionato 1945-46 con 13 reti in 14 incontri.

### Nazionale
Ha totalizzato 7 presenze nella Nazionale maggiore, esordendo l'11 novembre 1945 a Zurigo nel pareggio 4-4 tra Svizzera ed Italia. La prima ed unica rete risale alla gara successiva, disputata a Milano, vinta sull'Austria per 3-2.

## Statistiche

### Presenze e reti nei club
| Stagione            | Squadra             | Campionato          | Campionato | Campionato | Coppe nazionali | Coppe nazionali | Coppe nazionali | Coppe continentali | Coppe continentali | Coppe continentali | Altre coppe | Altre coppe | Altre coppe | Totale | Totale |
| Stagione            | Squadra             | Comp                | Pres       | Reti       | Comp            | Pres            | Reti            | Comp               | Pres               | Reti               | Comp        | Pres        | Reti        | Pres   | Reti   |
| ------------------- | ------------------- | ------------------- | ---------- | ---------- | --------------- | --------------- | --------------- | ------------------ | ------------------ | ------------------ | ----------- | ----------- | ----------- | ------ | ------ |
| 1939-1940           | Pro Vercelli        | B                   | 8          | 7          | C.I.            | 0               | 0               | -                  | -                  | -                  | -           | -           | -           | 8      | 7      |
| 1940-1941           | Pro Vercelli        | B                   | 20         | 11         | C.I.            | 0               | 0               | -                  | -                  | -                  | -           | -           | -           | 20     | 11     |
| Totale Pro Vercelli | Totale Pro Vercelli | Totale Pro Vercelli | 28         | 18         |                 | -               | -               |                    | -                  | -                  |             | -           | -           | 28     | 18     |
| 1941-1942           | Spezia              | B                   | 33         | 17         | C.I.            | 2               | 3               | -                  | -                  | -                  | -           | -           | -           | 35     | 20     |
| 1942-1943           | Spezia              | B                   | 30         | 8          | C.I.            | 1               | 1               | -                  | -                  | -                  | -           | -           | -           | 31     | 9      |
| Totale Spezia       | Totale Spezia       | Totale Spezia       | 63         | 25         |                 | 3               | 4               |                    | -                  | -                  |             | -           | -           | 66     | 29     |
| 1944                | Biellese            | -                   | (15)*      | (8)*       | -               | -               | -               | -                  | -                  | -                  | -           | -           | -           | (15)*  | (8)*   |
| 1945-1946           | Torino              | Div.Naz.            | 39         | 20         | -               | -               | -               | -                  | -                  | -                  | -           | -           | -           | 39     | 20     |
| 1946-1947           | Torino              | A                   | 27         | 8          | -               | -               | -               | -                  | -                  | -                  | -           | -           | -           | 27     | 8      |
| 1947-1948           | Torino              | A                   | 29         | 7          | -               | -               | -               | -                  | -                  | -                  | -           | -           | -           | 29     | 7      |
| 1948-1949           | Torino              | A                   | 21         | 1          | -               | -               | -               | -                  | -                  | -                  | -           | -           | -           | 21     | 1      |
| Totale Torino       | Totale Torino       | Totale Torino       | 116        | 36         |                 | -               | -               |                    | -                  | -                  |             | -           | -           | 116    | 36     |
| Totale carriera     | Totale carriera     | Totale carriera     | 207        | 79         |                 | 3               | 4               |                    | -                  | -                  |             | -           | -           | 210    | 83     |

* Non conteggiate nel Totale carriera

### Cronologia presenze e reti in Nazionale
| Cronologia completa delle presenze e delle reti in nazionale ― Italia | Cronologia completa delle presenze e delle reti in nazionale ― Italia | Cronologia completa delle presenze e delle reti in nazionale ― Italia | Cronologia completa delle presenze e delle reti in nazionale ― Italia | Cronologia completa delle presenze e delle reti in nazionale ― Italia | Cronologia completa delle presenze e delle reti in nazionale ― Italia | Cronologia completa delle presenze e delle reti in nazionale ― Italia | Cronologia completa delle presenze e delle reti in nazionale ― Italia |
| Data                                                                  | Città                                                                 | In casa                                                               | Risultato                                                             | Ospiti                                                                | Competizione                                                          | Reti                                                                  | Note                                                                  |
| --------------------------------------------------------------------- | --------------------------------------------------------------------- | --------------------------------------------------------------------- | --------------------------------------------------------------------- | --------------------------------------------------------------------- | --------------------------------------------------------------------- | --------------------------------------------------------------------- | --------------------------------------------------------------------- |
| 11/11/1945                                                            | Zurigo                                                                | Svizzera                                                              | 4 – 4                                                                 | Italia                                                                | Amichevole                                                            | -                                                                     |                                                                       |
| 01/12/1946                                                            | Milano                                                                | Italia                                                                | 3 – 2                                                                 | Austria                                                               | Amichevole                                                            | 1                                                                     |                                                                       |
| 27/04/1947                                                            | Firenze                                                               | Italia                                                                | 5 – 2                                                                 | Svizzera                                                              | Amichevole                                                            | -                                                                     |                                                                       |
| 11/05/1947                                                            | Torino                                                                | Italia                                                                | 3 – 2                                                                 | Ungheria                                                              | Amichevole                                                            | -                                                                     |                                                                       |
| 09/11/1947                                                            | Vienna                                                                | Austria                                                               | 5 – 1                                                                 | Italia                                                                | Amichevole                                                            | -                                                                     | 46’                                                                   |
| 27/02/1949                                                            | Genova                                                                | Italia                                                                | 4 – 1                                                                 | Portogallo                                                            | Amichevole                                                            | -                                                                     |                                                                       |
| 27/03/1949                                                            | Madrid                                                                | Spagna                                                                | 1 – 3                                                                 | Italia                                                                | Amichevole                                                            | -                                                                     |                                                                       |
| Totale                                                                |                                                                       | Presenze                                                              | 7                                                                     |                                                                       | Reti                                                                  | 1                                                                     |                                                                       |

## Palmarès
- Campionato italiano: 4

Torino: 1945-1946, 1946-1947, 1947-1948, 1948-1949

## Nella cultura di massa
Eusebio Castigliano è stato interpretato dall'attore Francesco Venditti nella miniserie TV Il Grande Torino.

## Riconoscimenti
A Vercelli in onore del giocatore scomparso è stata fondata nel 1963 una società calcistica che porta il suo nome, il GS Eusebio Castigliano.